# 2016年の日本公開映画
- 映画 > 映画の一覧 > 年度別日本公開映画 > 2016年の日本公開映画
- 映画 > 2016年の映画 > 2016年の日本公開映画

2016年の日本公開映画（2016ねんのにほんこうかいえいが）では、2016年（平成28年）1月1日から同年12月31日までに日本で商業公開された映画の一覧を記載。作品名の右の丸括弧内は製作国を示す。
記載の凡例については年度別日本公開映画#凡例を参照

## 作品一覧

### 1月
- 2日
  - ヤクザと憲法（ 日本）[1]
  - 私はゴースト（ アメリカ合衆国）
- 8日
  - 傷物語I 鉄血編（ 日本）
  - クリムゾン・ピーク（ アメリカ合衆国・ カナダ）
  - ブリッジ・オブ・スパイ（ アメリカ合衆国）
- 9日
  - いしゃ先生（ 日本）
  - ガラスの花と壊す世界（ 日本）
  - KING OF PRISM by PrettyRhythm（ 日本）
  - 新宿ミッドナイトベイビー（ 日本）
  - 人生の約束（ 日本）
  - タイム・トゥ・ラン（ アメリカ合衆国）
  - ピンクとグレー（ 日本）
- 15日
  - シーズンズ 2万年の地球旅行（ フランス）
  - パディントン（ イギリス・ フランス）
- 16日
  - INFINI/インフィニ（ オーストラリア）
  - 縁〜The Bride of Izumo〜（ 日本）
  - 千年医師物語 〜ペルシアの彼方へ〜（ ドイツ）
  - の・ようなもの のようなもの（ 日本）
  - 白鯨との闘い（ アメリカ合衆国）
  - ふたりの死刑囚（ 日本）
- 23日
  - ザ・ウォーク（ アメリカ合衆国）
  - 手裏剣戦隊ニンニンジャーVSトッキュウジャー THE MOVIE 忍者・イン・ワンダーランド（ 日本）
  - 信長協奏曲（ 日本）
  - メモリーズ 追憶の剣（ 韓国）
  - 私の愛、私の花嫁（ 韓国）
- 29日
  - 尾崎支配人が泣いた夜 DOCUMENTARY of HKT48（ 日本）
  - 道頓堀よ、泣かせてくれ!  DOCUMENTARY of NMB48（ 日本）
- 30日
  - さらば あぶない刑事（ 日本）
  - 残穢 -住んではいけない部屋-（ 日本）
  - 蜃気楼の舟（ 日本）
  - 猫なんかよんでもこない。（ 日本）
  - 俳優 亀岡拓次（ 日本）
  - ブラック・スキャンダル（ アメリカ合衆国）

### 2月
- 1日
  - ゆれる心（ 日本）
- 5日
  - AKECHIくノ一忍法外伝（ 日本）
  - オデッセイ（ アメリカ合衆国）
- 6日
  - 十字架（ 日本）
  - 新劇場版 頭文字D Legend3 −夢現−（ 日本）
  - 薄桜鬼SSL 〜sweet school life〜 THE MOVIE（ 日本）
  - 不屈の男 アンブロークン（ アメリカ合衆国）
- 12日
  - Born in the EXILE 〜三代目J Soul Brothersの奇跡〜（ 日本）
  - スティーブ・ジョブズ（ アメリカ合衆国）
  - ドラゴン・ブレイド（ 中国・ 香港）
- 13日
  - ライチ☆光クラブ（ 日本）
  - ローカル路線バス乗り継ぎの旅 THE MOVIE（ 日本）
- 19日
  - クーパー家の晩餐会（ アメリカ合衆国）
- 20日
  - X-ミッション（ アメリカ合衆国）
  - 恋とオンチの方程式（ 日本）
  - モンスター・ホテル2（ アメリカ合衆国）
- 27日
  - 女が眠る時（ 日本）
  - 黒崎くんの言いなりになんてならない（ 日本）
  - 劇場版 探偵オペラ ミルキィホームズ 〜逆襲のミルキィホームズ〜（ 日本）
  - ザ・ブリザード（ アメリカ合衆国）
  - シェル・コレクター（ 日本・ アメリカ合衆国）
  - ジョーのあした 辰吉丈一郎との20年（ 日本）
  - 珍遊記（ 日本）
  - ディバイナー 戦禍に光を求めて（ オーストラリア・ アメリカ合衆国）
  - ヘイトフル・エイト（ アメリカ合衆国）

### 3月
- 4日
  - マネー・ショート 華麗なる大逆転（ アメリカ合衆国）
  - マリーゴールド・ホテル 幸せへの第二章（ イギリス・ アメリカ合衆国）
- 5日
  - 桜ノ雨（ 日本）
  - セーラー服と機関銃 -卒業-（ 日本）
  - ドラえもん 新・のび太の日本誕生（ 日本）
  - 星ガ丘ワンダーランド（ 日本）
- 11日
  - 劇場版しまじろうのわお! しまじろうと えほんのくに（ 日本）
- 12日
  - アーロと少年（ アメリカ合衆国）
  - 家族はつらいよ（ 日本）
  - エヴェレスト 神々の山嶺（ 日本）
  - 劇場版 ウルトラマンX きたぞ!われらのウルトラマン（ 日本）
  - 人生は小説よりも奇なり（ アメリカ合衆国）
  - 母よ、（ イタリア・ フランス）
  - プリパラ み〜んなのあこがれ♪レッツゴー☆プリパリ（ 日本）
  - マジカル・ガール（ ドイツ）
- 18日
  - Mr.ホームズ 名探偵最後の事件（ イギリス・ アメリカ合衆国）
- 19日
  - 映画 プリキュアオールスターズ みんなで歌う♪奇跡の魔法!（ 日本）
  - 最高の花婿（ イタリア・ フランス）
  - ちはやふる -上の句-（ 日本）
  - 僕だけがいない街（ 日本）
- 25日
  - 暗殺教室〜卒業編〜（ 日本）
  - 砂上の法廷（ アメリカ合衆国）
  - バットマン vs スーパーマン ジャスティスの誕生（ アメリカ合衆国）
- 26日
  - 仮面ライダー1号（ 日本）
  - 無伴奏（ 日本）
  - リップヴァンウィンクルの花嫁 （ 日本）

### 4月
- 1日
  - あやしい彼女（ 日本）
  - 見えない目撃者（ 中国）
- 2日
  - のぞきめ（ 日本）
- 8日
  - 更年奇的な彼女（ 中国）
  - ルーム（ カナダ・ アメリカ合衆国・ イギリス・ アイルランド)
- 9日
  - 青春100キロ（ 日本）[2]
  - モヒカン故郷に帰る（ 日本）
  - ミラクル・ニール!（ イギリス）
- 15日
  - スポットライト 世紀のスクープ（ アメリカ合衆国）
- 16日
  - グランドフィナーレ（ イタリア・ フランス・ スイス・ イギリス）
  - クレヨンしんちゃん 爆睡!ユメミーワールド大突撃（ 日本）
  - 名探偵コナン 純黒の悪夢（ 日本）
- 22日
  - レヴェナント: 蘇えりし者（ アメリカ合衆国）
- 23日
  - アイアムアヒーロー（ 日本）
  - ズートピア（ アメリカ合衆国）
  - 太陽（ 日本）
  - 劇場版 響け!ユーフォニアム〜北宇治高校吹奏楽部へようこそ〜（ 日本）
  - フィフス・ウェイブ（ アメリカ合衆国）
  - 遊☆戯☆王 THE DARK SIDE OF DIMENSIONS（ 日本）
- 29日
  - シビル・ウォー/キャプテン・アメリカ（ アメリカ合衆国）
  - スキャナー 記憶のカケラをよむ男（ 日本）
  - ちはやふる -下の句-（ 日本）
  - 追憶の森（ アメリカ合衆国）
  - テラフォーマーズ（ 日本）
  - ノーマ、世界を変える料理（ イギリス）
- 30日
  - マンガをはみだした男 赤塚不二夫（ 日本）

### 5月
- 7日
  - ROAD TO HiGH&LOW（ 日本）
  - パラノーマル・アクティビティ5（ アメリカ合衆国）
  - 64 -ロクヨン- 前編（ 日本）
- 14日
  - HK 変態仮面 アブノーマル・クライシス（ 日本）
  - 心霊ドクターと消された記憶（ オーストラリア）
  - すれ違いのダイアリーズ（ タイ）
  - 世界から猫が消えたなら（ 日本）
  - 園子温という生きもの（ 日本）
  - チリ33人 希望の軌跡（ チリ・ コロンビア）
  - 殿、利息でござる!（ 日本）
- 21日
  - 海よりもまだ深く（ 日本）
  - 牙狼<GARO> -DIVINE FLAME-（ 日本）
  - 少女椿（ 日本）
  - ディストラクション・ベイビーズ（ 日本）
- 27日
  - 神様メール（ ベルギー・ フランス・ ルクセンブルク）[3]
  - スノーホワイト/氷の王国（ イギリス・ アメリカ合衆国）
- 28日
  - エンド・オブ・キングダム（ アメリカ合衆国）
  - オオカミ少女と黒王子（ 日本）
  - ヒメアノ〜ル（ 日本）
  - 若葉のころ（ 台湾）

### 6月
- 1日
  - デッドプール（ アメリカ合衆国）
- 4日
  - 高台家の人々（ 日本）
  - 植物図鑑 運命の恋、ひろいました（ 日本）
  - 探偵ミタライの事件簿 星籠の海（ 日本）
  - ロイヤル・ナイト 英国王女の秘密の外出（ イギリス）
- 10日
  - アウトバーン（ イギリス・ ドイツ）
  - シークレット・アイズ（ アメリカ合衆国）
  - マネーモンスター（ アメリカ合衆国）
- 11日
  - 教授のおかしな妄想殺人（ アメリカ合衆国）
  - サブイボマスク（ 日本）
  - シチズンフォー スノーデンの暴露（ アメリカ合衆国・ ドイツ）
  - 白鳥麗子でございます!THE MOVIE（ 日本）
  - 夏美のホタル（ 日本）
  - 64 -ロクヨン- 後編（ 日本）
- 17日
  - 帰ってきたヒトラー（ ドイツ）
  - 10 クローバーフィールド・レーン（ アメリカ合衆国）
- 18日
  - クリーピー 偽りの隣人（ 日本）
  - 貞子vs伽椰子（ 日本）
  - THE FORGER 天才贋作画家 最後のミッション（ アメリカ合衆国）
  - MARS〜ただ、君を愛してる〜（ 日本）
- 24日
  - WE ARE YOUR FRIENDS ウィー・アー・ユア・フレンズ（ アメリカ合衆国・ イギリス）
  - ダーク・プレイス（ アメリカ合衆国）
- 25日
  - 嫌な女（ 日本）
  - TOO YOUNG TO DIE! 若くして死ぬ（ 日本）
  - 日本で一番悪い奴ら（ 日本）
  - ふきげんな過去（ 日本）

### 7月
- 1日
  - アリス・イン・ワンダーランド/時間の旅（ アメリカ合衆国）
  - ウォークラフト（ アメリカ合衆国）
  - ブルックリン（ イギリス/ アイルランド/ カナダ/ アメリカ合衆国）
- 2日
  - 海すずめ（ 日本）
  - 疑惑のチャンピオン（ イギリス・ フランス）
  - シアター・プノンペン（ カンボジア）
  - ホーンテッド・キャンパス（ 日本）
- 8日
  - 存在する理由 DOCUMENTARY of AKB48（ 日本）
  - ペレ 伝説の誕生（ アメリカ合衆国）
- 9日
  - スクリーム・ガールズ〜最後の絶叫〜 ( アメリカ合衆国)
  - バチカン・テープ ( アメリカ合衆国)
- 16日
  - 生きうつしのプリマ（ フランス）
  - 太陽の蓋（ 日本）
  - 探偵ホン・ギルドン 消えた村（ 韓国）
  - HiGH＆LOW THE MOVIE（ 日本）
  - ファインディング・ドリー（ アメリカ合衆国）
  - ポケモン・ザ・ムービーXY&Z ボルケニオンと機巧のマギアナ（ 日本）
  - マン・アップ! 60億分の1のサイテーな恋のはじまり（ イギリス/ フランス）
- 17日
  - ボヴァリー夫人（ アメリカ合衆国・ ドイツ・ ベルギー）
- 20日
  - ロック・ザ・カスバ!（ アメリカ合衆国）
- 22日
  - トランボ ハリウッドに最も嫌われた男（ アメリカ合衆国）
  - ヤング・アダルト・ニューヨーク（ アメリカ合衆国）
- 23日
  - ライオット・クラブ（ イギリス）
  - ロスト・バケーション（ アメリカ合衆国）
  - ONE PIECE FILM GOLD（ 日本）
- 29日
  - シン・ゴジラ（ 日本）
- 30日
  - ターザン:REBORN（ アメリカ合衆国）

### 8月
- 5日
  - ニュースの真相（ アメリカ合衆国）
- 6日
  - 劇場版 仮面ライダーゴースト 100の眼魂とゴースト運命の瞬間（ 日本）
  - 劇場版 動物戦隊ジュウオウジャー ドキドキサーカスパニック!（ 日本）
  - 西遊記 孫悟空vs白骨夫人（ 中国・ 香港）
  - 秘密 THE TOP SECRET（ 日本）
  - ルドルフとイッパイアッテナ（ 日本）
- 11日
  - 栄光のランナー/1936ベルリン（ アメリカ合衆国・ ドイツ・ カナダ）
  - X-MEN:アポカリプス（ アメリカ合衆国）
  - ジャングル・ブック（ アメリカ合衆国）
  - ペット（ アメリカ合衆国）
- 13日
  - きみがくれた物語（ アメリカ合衆国）
  - 劇場版アイカツスターズ!（ 日本）
  - ストリート・オーケストラ（ ブラジル）
- 18日
  - 葛城事件（ 日本）
- 19日
  - ゴーストバスターズ（ アメリカ合衆国）
  - 傷物語Ⅱ 熱血編（ 日本）
- 20日
  - EVIL IDOL SONG（ 日本）
  - ダーティー・コップ（ アメリカ合衆国）
  - 「超」怖い話（ 日本）
  - ゆずの葉ゆれて（ 日本）
- 26日
  - 君の名は。（ 日本）
  - ミュータント・ニンジャ・タートルズ：影＜シャドウズ＞（ アメリカ合衆国）
- 27日
  - 神様の思し召し（ イタリア）
  - 後妻業の女（ 日本）
  - まなざし（ 日本）
  - ライト/オフ（ アメリカ合衆国）

### 9月
- 1日
  - グランド・イリュージョン 見破られたトリック（ アメリカ合衆国）
  - セルフレス/覚醒した記憶（ アメリカ合衆国）
- 3日
  - モッシュピット LIVE VERSION（ 日本）[4]
  - KARATE KILL/カラテ・キル（ 日本）[5]
- 9日
  - キング・オブ・エジプト（ アメリカ合衆国・ オーストラリア）
- 10日
  - 四月は君の嘘（ 日本）
  - 超高速!参勤交代 リターンズ（ 日本）
  - だれかの木琴（ 日本）
  - スーサイド・スクワッド（ アメリカ合衆国）
- 17日
  - BFG: ビッグ・フレンドリー・ジャイアント（ アメリカ合衆国）
  - 怒り（ 日本）
  - オーバー・フェンス（ 日本）
  - 映画 聲の形（ 日本）
  - レッドタートル ある島の物語（ 日本・ フランス・ ベルギー）
  - コロニア（ ドイツ・ ルクセンブルク・ フランス）
- 22日
  - 真田十勇士（ 日本）
  - ある天文学者の恋文（ イタリア）
- 24日
  - ハドソン川の奇跡（ アメリカ合衆国）
  - 泣き虫ピエロの結婚式（ 日本）
  - メイクルーム2（ 日本）[6]
- 30日
  - 高慢と偏見とゾンビ（ イギリス・ アメリカ合衆国）
  - ラスト・ウィッチ・ハンター（ アメリカ合衆国）

### 10月
- 1日
  - アングリーバード（ アメリカ合衆国）
  - SCOOP!（ 日本）
  - 世界一キライなあなたに（ アメリカ合衆国）
- 7日
  - ジェイソン・ボーン（ アメリカ合衆国）
- 8日
  - お父さんと伊藤さん（ 日本）
  - グッドモーニングショー（ 日本）
  - クハナ!（ 日本）
  - HiGH&LOW THE RED RAIN（ 日本）
  - 淵に立つ（ フランス・ 日本）
  - 無垢の祈り（ 日本）
- 14日
  - 永い言い訳（ 日本）
- 15日
  - 何者（ 日本）
- 22日
  - 31（ アメリカ合衆国）
  - アニバーサリー（ 日本）
  - 金メダル男（ 日本）
  - 朝鮮魔術師（ 韓国）
  - バースデーカード（ 日本）
  - ペイ・ザ・ゴースト ハロウィンの生贄（ アメリカ合衆国）
- 28日
  - インフェルノ（ アメリカ合衆国）
  - 手紙は憶えている（ カナダ・ ドイツ）
- 29日
  - 映画 魔法つかいプリキュア! 奇跡の変身!キュアモフルン!（ 日本）
  - キリマンジャロは遠く（ 日本）
  - コンカッション（ アメリカ合衆国）
  - デスノート Light up the NEW world（ 日本）
  - 湯を沸かすほどの熱い愛（ 日本）

### 11月
- 3日
  - ぼくのおじさん（ 日本）
  - コウノトリ大作戦!（ アメリカ合衆国）
- 4日
  - ソーセージ・パーティー（ アメリカ合衆国）
- 5日
  - 続・深夜食堂（ 日本）
  - 溺れるナイフ（ 日本）
  - ボクの妻と結婚してください。（ 日本）
  - カラフル忍者いろまき（ 日本）
  - オー・マイ・ゼット!（ 日本）
  - エブリバディ・ウォンツ・サム!! 世界はボクらの手の中に（ アメリカ合衆国）
- 11日
  - ジャック・リーチャー NEVER GO BACK（ アメリカ合衆国）
  - オケ老人!（ 日本）
- 12日
  - この世界の片隅に（ 日本）
  - ミュージアム（ 日本）
  - きんいろモザイク Pretty Days（ 日本）
- 18日
  - 幸福のアリバイ〜picture〜（ 日本）
  - orange-未来- ( 日本)
- 19日
  - 聖の青春（ 日本）
  - トムとジェリー すくえ！魔法の国オズ（ アメリカ合衆国）
- 23日
  - ファンタスティック・ビーストと魔法使いの旅（ アメリカ合衆国）
- 24日
  - 恋物語（ 韓国）
- 25日
  - メン・イン・キャット（ フランス・ 中国）
  - イタズラなKiss THE MOVIE〜ハイスクール編〜（ 日本）
- 26日
  - 俺たち文化系プロレスDDT（ 日本）[7]
  - 劇場版 艦これ（ 日本）
  - 疾風ロンド（ 日本）
  - 私の少女時代-OUR TIMES-（ 台湾）
  - PLAN6 CHANNEL9（ 日本）

### 12月
- 1日
  - ブレア・ウィッチ（ アメリカ合衆国）
  - マダム・フローレンス! 夢見るふたり（ イギリス・ フランス）
- 3日
  - 浅草・筑波の喜久次郎〜浅草六区を創った筑波人〜（ 日本）
  - アズミ・ハルコは行方不明（ 日本）
  - 古都（ 日本）
  - 時代劇は死なず ちゃんばら美学考（ 日本）
- 10日
  - 海賊とよばれた男（ 日本）
  - ヒッチコック/トリュフォー（ フランス・ アメリカ合衆国）
  - モンスターストライク THE MOVIE はじまりの場所へ（ 日本）
- 16日
  - ドント・ブリーズ（ アメリカ合衆国）
  - ローグ・ワン/スター・ウォーズ・ストーリー（ アメリカ合衆国）
- 17日
  - イノセント15（ 日本）
  - 映画 妖怪ウォッチ 空飛ぶクジラとダブル世界の大冒険だニャン!（ 日本）
  - 風に濡れた女（ 日本）
  - ヒトラーの忘れもの（ デンマーク・ ドイツ）
  - ぼくは明日、昨日のきみとデートする（ 日本）
- 23日
  - バイオハザード: ザ・ファイナル（ アメリカ合衆国）
  - ピートと秘密の友達（ アメリカ合衆国）
  - ポッピンQ（ 日本）
  - 土竜の唄 香港狂騒曲（ 日本）
- 24日
  - スタンドオフ（ カナダ）
  - ストーンウォール（ アメリカ合衆国）